# Paralophata ansorgei
Paralophata ansorgei là một loài bướm đêm trong họ Noctuidae.